# Будда Медицины

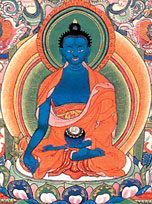
Бхайшаджьягуру

Бхайшаджьягуру (санскр.  भैषज्यगुरु, IAST: Bhaiṣajyaguru; там. பைசையகுரு; кит. 藥師佛 Yàoshīfó, 藥師如來 Yàoshīrúlái; яп. 薬師 Якуси, 薬師如来 Якуси Нёрай; кор. 약사여래 Yaksayeorae, 약사불Yaksabul; тиб. སངས་རྒྱས་སྨན་བླ། Sangye Menla; монг. Оточ Манла, букв. «Наставник-лекарь») — будда медицины и целительства в буддизме махаяны. Полное его имя — Вайдурья-прабха-раджа (санскр. Vaiḍūryaprabhārāja; тиб. bai dur ya'i 'od kyi rgyal po, букв. «Владыка Лазуритового (Бериллового) Сияния»). Его описывают как врача, который исцеляет страдания сансары, используя лекарство своего учения.
Бхайшаджьягуру обычно изображается в канонической буддоподобной форме, держащего в руках чашу с лекарством и, в некоторых версиях, с кожей синего цвета.
Бхайшаджьягуру описывается в одноименной сутре Бхайшаджья-гуру-вайдурья-прабха-раджа (сутра Будды Медицины) как бодхисаттва, давший двенадцать великих обетов. Достигнув состояния будды, он стал Буддой восточной чистой земли Вайдурья-нирбхаса («Чистый лазурит»). Там его сопровождают два бодхисаттвы, символизирующие свет солнца и свет луны — Сурьяпрабха и Чандрапрабха.
Считается, что целители, уделяющие особое внимание практике (санскр. sādhanā) Владыки Лазуритового Сияния, могут развить особые способности ясновидения, которые помогают в правильной постановке диагноза и лечении.
Мантра Бхайшаджьягуру из его сутры: санскр. tadyathā oṃ bhaiṣajye bhaiṣajye mahābhaiṣajya [rāja] samudgate svāhā.
Днём Будды Медицины по китайскому календарю считают 30-е число 9-го месяца.

## Четыре Медицинские Тантры
Основу тибетской медицины составляют четыре Медицинские Тантры (Чжуд-ши), которые, как считается, были переданы людям Буддой Медицины. История гласит, что как-то Бхайшаджьягуру сидел среди своих учеников: бодхисаттв, великих мудрецов, богов и врачей-волшебников. Все они хотели получить знания по искусству исцеления, но не могли вымолвить ни единого слова, чтобы попросить об этом, поражённые светом, исходящим от Будды Медицины. Тогда Владыка Лазуритового Сияния создал две эманации, одна из которых задавала вопросы, а вторая отвечала на них. Так как обе эманации ничем не отличались от самого Будды Медицины, то задавались совершенные вопросы и были получены совершенные ответы. Ученики узнали о причинах всех болезней, о методах диагностики, о способах лечения и укрепления здоровья. В соответствии с этим учением причиной всех болезней являются три яда человеческого сознания: неведение, привязанность (страсть) и гнев. Эти три яда вызывают дисбаланс между тремя дошами, что приводит к болезням. Три доша взаимодействуют с четырьмя условиями: окружающая среда, питание, образ жизни и эмоциональное состояние. Это, в свою очередь, ведёт к влиянию на взаимодействие между элементами тела. Из этого следует, что болезни тела являются следствиями болезней ума. Всего выделяют двадцать пять взаимодействующих элементов. Вот что пишут об этом в коренной медицинской тантре:

Если вкус и действие пищи соответствуют образу жизни, тогда все эти двадцать пять элементов находятся в равновесии, и, здоровье и жизнь человека будут процветать. Если же нет, тогда здоровью будет вред.

Методика лечения болезней, исходя из вышесказанного, основана на приведении в состояние гармонии различных элементов. Это достигается с помощью четырёх типов лечения: правильное питание; правильный образ жизни; лекарства; кровопускание, прижигание, иглоукалывание и другие методики данного класса. Согласно буддийскому представлению, все живые существа этого мира больны, пусть даже это не выражается в явной форме, болезнь может находиться в спящей форме. Это проявляется в отсутствии гармонии между «внешним» и «внутренним» и полном удовлетворении своей жизненной ситуацией. Поэтому практика Будды Медицины, прежде всего, путь духовного самосовершенствования, ведь гармоничный человек не подвержен болезням, у него все элементы правильно взаимодействуют между собой. Всего, как считается в соответствии с буддийским учением, существует 84000 омрачений сознания, что приводит к возникновению 84000 видов болезней. Но главные омрачения, как было указано выше, неведение, привязанность и гнев. Поэтому 84000 болезней сводят к 1016 видам, которые, в свою очередь, сводятся к 404 видам. Эти 404 вида разделяют на четыре класса болезней (каждый класс насчитывает 101 болезнь): влияние кармы прошлых жизней; влияние кармы раннего периода данной жизни; вредоносное влияние духов (в данном случае медикаментозное лечение не будет эффективным, необходимы духовные методы); лёгкие недомогания, излечиваемые правильным питанием и правильным образом жизни.

## Бхайшаджьягуру-сутра

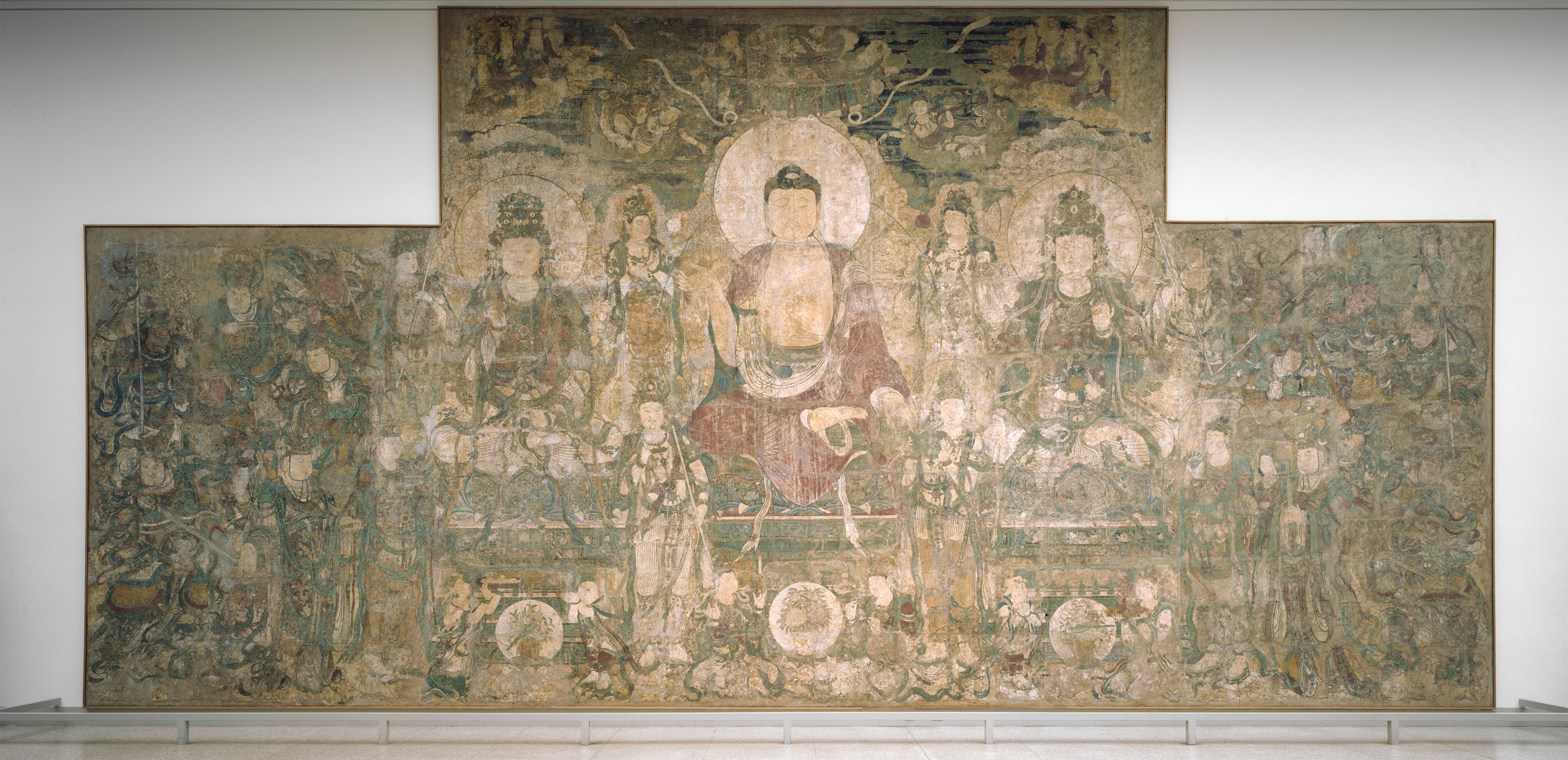
Будда Медицины Бхайшаджьягуру, фреска, ок. 1319, Метрополитен-музей

До 1931 года считалось, что оригинал «Бхайшаджьягуру-сутры» на санскрите не сохранился. Но её нашёл Налинакш Дутт в районе Гилгит (штат Кашмир, Индия). В Китае эта сутра известна с IV века. В VII веке Сюаньцзан снова перевёл сутру на китайский язык, но его перевод имел черты адаптации  для местной (китайской) культуры. После этого сутра стала неимоверно популярной по всей Поднебесной. На тибетский язык сутра была переведена с санскрита  в IX веке и практически не отличается от китайского варианта.
В «Бхайшаджьягуру-сутре» сказано, что страна Будды Медицины находится на небесах Вайдурьянирбхаса (санскр.: Блеск драгоценного камня вайдурьи), где Он проповедует Дхарму. Эта чудесная страна находится на Востоке относительно нашего мира и считается такой же высокой и чистой, как «Западный Рай» Амитабхи.
Кроме «Бхайшаджьягуру-сутры» Будда Медицины упоминается в 23-й главе «Саддхарма-пундарика-сутры» ("Сутра о цветке лотоса чудесной Дхармы") (I век н. э.) и в 13-й главе «Вималакирти-нирдеша-сутры» (Сутра, высказанная Вималакирти).
Перед тем, как достичь полной реализации, Бхайшаджьягуру дал 12 обетов, в которых обещал исцелять всех, кто пребывает в состоянии неведения, увечных и больных.

## Прошлые воплощения Будды Медицины
Известны истории прошлых воплощений Будды Бхайшаджьягуру, когда Он ещё не был буддой. Одна из таких историй гласит, что когда-то Бхайшаджьягуру был богатым мирянином и звали его "Звёздный Свет". В город, где Он жил, пришёл странствующий учитель по имени Солнцеподобный. Вместе со своим младшим братом, которого звали Великий Врачеватель, Звёздный Свет пробудился, услышав Дхарму от учителя Солнцеподобного. После пробуждения Звёздный Свет получил имя Владыка Медицины, а Великий Врачеватель — Пробуждающая Вспышка. После того, как Бхайшаджьягуру стал буддой, Он основал чудесную Восточную Страну, куда в следующем рождении, как пояснял Будда Шакьямуни, должен стремиться каждый благородный человек.

## Иконография

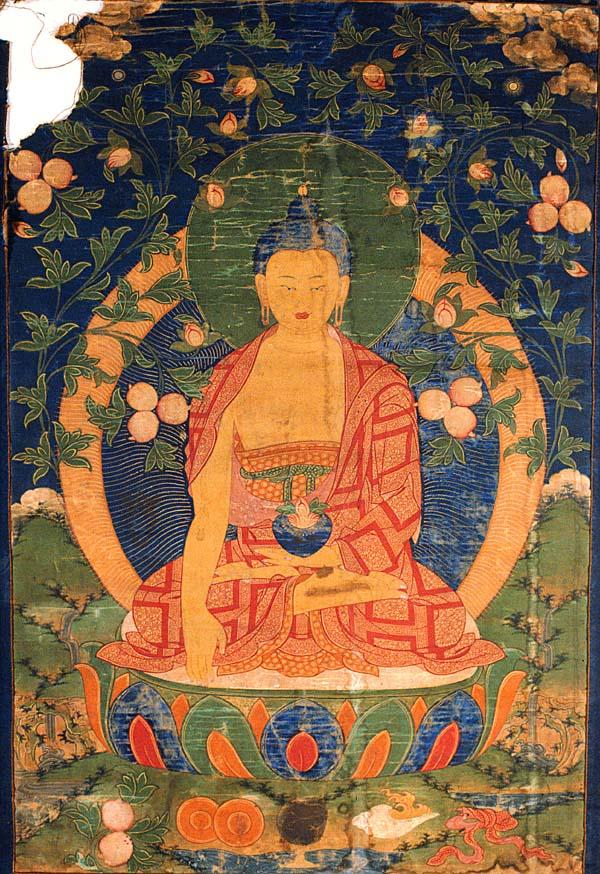
Тибетское изображение Бхайшаджьягуру

Изображается Бхайшаджьягуру в монашеских одеждах в позе лотоса. Он сидит на львином троне или на цветке лотоса из дисков солнца и луны, растущем из океана сансары. Левая рука в дхьяна-мудре, в руке находится чаша для подаяний (патра) с целебным растением миробаланом (санскp. haritaki; лат. terminalia chebula) — панацеей от всех болезней тела и ума, и лекарством (амритой, нектаром бессмертия) из трав. У миробалана есть три плода, устраняющих болезни ветра, слизи, желчи и три корневых яда сознания: неведение, привязанность (страсть) и гнев. Правая рука в варада-мудре и держит стебель мироблана.
Очень часто среди атрибутов Бхайшаджьягуру встречаются коробки с лекарствами. В китайской традиции иногда можно увидеть изображения, где символическими предметами Будды Медицины являются только глиняный кувшин и пагода. В тибетской традиции Бхайшаджьягуру могут изображать не только в виде будды, но и в виде бодхисаттвы Бхайшаджьяраджи.
Очень часто Будду Медицины рисуют в окружении семи других Будд Наставников Врачевания. Шесть из них — братья Бхайшаджьягуру, а седьмой, изображаемый над головой — Будда Шакьямуни. Каждый из братьев является владыкой собственной чистой земли. Считается, что необязательно призывать каждого из Будд Врачевания, достаточно произнести полный вариант мантры Бхайшаджьягуру, тогда активируются силы всех восьми врачевателей. Иногда восьмерых Наставников Врачевания окружают шестнадцать великих Бодхисаттв махаяны, среди которых: Самантабхадра, Кшитигарбха, Манджушри, Авалокитешвара и защитник Ваджрапани, которого в «Сутре золотого света» называют «великим генералом якшей». Ваджрапани хранит самые секретные методы целительства, к нему обращаются в случаях, когда никакие другие методы не помогают. Ваджрапани командует двенадцатью генералами якшей, которые в иконографических изображениях Будды Медицины располагаются по внешнему кругу относительно шестнадцати бодхисаттв махаяны. Эти якши-генералы практикуют и защищают Учение Будды Медицины. В подчинении у каждого из генералов 7000 солдат-якшей.
Встречаются изображения, где Будда Медицины находится вместе с Буддой Шакьямуни и Буддой Амитабхой.
В пекинском Музее Искусства Китая есть статуя, где Бхайшаджьягуру изображается со своими наместниками из страны Вайдурьянирбхаса — бодхисаттвой Солнечное Сияние (санскp. Suryaprabha bodhisattva) и бодхисаттвой Лунное Сияние (кит. Юэ Гуан Бяньчжао пуса; санскp. Candraprabha bodhisattva). Они окружены семью Наставниками Врачевания и семью апсарами.
Чаще всего Будду Медицины изображают лазуритового (синего) цвета, символизирующего собой мудрость Дхармадхату, но иногда жёлтого или золотистого цветов. В Непале статуи Бхайшаджьягуру покрывают золотом, а в синий цвет раскрашивают крайне редко. Из тела Будды Медицины исходит лазуритовое сияние.
Бхайшаджьягуру, как и Будда Шакьямуни, обладает тридцатью двумя основными и восьмьюдесятью второстепенными признаками будды. У Него, как и у любого другого будды в буддийской иконографии, между бровей есть волосяной завиток урна (санскр. ūrṇā). На вершине головы находится выпуклость — ушниша (санскр. uṣṇīṣa), которую ещё называют «шишкой будды». У Бхайшаджьягуру короткие вьющиеся волосы, а длинные мочки ушей проколоты.